# 武田舞香
武田舞香（たけだ まいか、1984年7月3日 - ）は日本の振付師、ダンサーである。出身は東京都。別名はMaicaで活動するときがある。

## 人物
幼少期からモダンバレエを習い始め小学生でジャズダンスを始める。17歳の頃に本格的にダンサーとして活動を始め2006年に安室奈美恵のコンサートツアーのバックダンサーを務める。後に加藤ミリヤ、Kinkikidsのバックダンサーをも務める。2009年にSMAPの振付をサポートとして担当。2010年からはAKB48の振付を本格的に担当、他にも音楽番組などでダンサーの振付を担当している。

## 主な振付アーティスト
出典: 
- SMAP
- AKB48 - 「チャンスの順番」、「恋するフォーチュンクッキー」、「365日の紙飛行機」
- NMB48
- 少女時代

## 主な振付担当番組
- 思い出のメロディー（NHK総合）
- うたコン（NHK総合）
- ミュージックステーション（テレビ朝日）